# Pioneer 4
A Pioneer 4 foi uma sonda espacial, em formato de cone e estabilizada por rotação, sendo a primeira missão espacial não-tripulada bem sucedida dos Estados Unidos. Foi lançada pela ABMA em conjunto com a recém criada NASA, em 3 de março de 1959, usando como lançador o foguete Juno II. A missão Pioneer 4, passou quase 60 000 km da superfície da Lua, o que não foi suficiente para acionar o seu sensor fotoelétrico, impedindo o acionamento dos seus experimentos. A sonda entrou em órbita solar.

## Missão
A sonda Pioneer 4 foi uma sonda em forma de cone com 51 centímetros de altura e 23 centímetros de diâmetro na sua base. O cone da sonda foi composto por uma fina fibra de vidro revestida com um revestimento de ouro para torná-la condutora eletricamente (o ouro é um bom condutor) e pintada com riscas brancas para manter a temperatura entre 10 °C e 50 °C. Na ponta do cone tinha um pequeno dispositivo que, junto com a sonda, atuava como uma antena. Na base do cone tinha um anel com pilhas de mercúrio que fornecia a potência elétrica necessária. Um sensor fotoelétrico se projetava a partir do centro do anel. O sensor foi projetado com duas células fotoelétricas que seriam estimuladas pela luz refletida da Lua, quando a sonda estivesse a uma distância de 30 mil quilômetros da superfície da Lua. No centro do cone havia um tubo de alimentação de tensão e de dois tubos Geiger-Muller. Um transmissor com uma massa de 500 gramas emitia um sinal de 0,1 W com uma frequência de 960,05 MHz.

### Lançamento
Pioneer 4 foi lançado em 3 de março de 1959 do complexo de lançamento 5 de Cabo Canaveral com um foguete lançador Juno II, que também lançou Pioneer 3 no ano anterior.

## Trajetória
Após um lançamento bem sucedido, a sonda Pioneer 4 alcançou o seu objectivo primário, ou seja, obter uma viagem bem sucedida até a Lua. Foram obtidos dados da radiação cósmica, além de uma experiência valiosa da viagem espacial. A sonda passou a 58 983 quilômetros da superfície da Lua (7,2° E, 5,7° S) em 4 de março de 1959 às 22:25 UTC a uma velocidade de 7 230 km/h. A distância não estava perto o suficiente para acionar o sensor fotoelétrico. A sonda continuou a transmitir dados de radiação do espaço por 82,5 horas, a uma distância de 658 000 quilômetros, e atingiu o periélio em 18 de março de 1959 às 01:00 UTC. Depois a sonda entrou em uma órbita heliocêntrica do Sol, tornando-se a primeira sonda dos EUA a obter a velocidade de escape da Terra.

## Ligações Externas
NASA Jet Propulsion Laboratory Pioneer 3 e 4